# آلبر رمی
آلبر رمی (فرانسوی: Albert Rémy‎؛ ۹ آوریل ۱۹۲۱ – ۲۶ ژانویهٔ ۱۹۶۷) بازیگر مرد اهل فرانسه بود. وی بین سال‌های ۱۹۴۳ تا ۱۹۶۷ میلادی فعالیت می‌کرد.
از فیلم‌ها یا برنامه‌های تلویزیونی که وی در آن نقش داشته‌است می‌توان به ترن، چهارصد ضربه، صومعه پارم، به پیانیست شلیک کن، لافایت، رقص کن کن فرانسوی، فردا نوبت من است، اسب کهر را بنگر، بچه‌های بهشت، ساعت بیست و پنج (فیلم ۱۹۶۷)، گوژپشت نتردام، پنج مایل مانده به نیمه‌شب، چهار سوار آخرالزمان (فيلم)، آخر هفته در دانکرک، النا و مردانش، جایزه بزرگ، و در مسافرخانه اتفاق افتاد اشاره کرد.